# Chinchilla Airport
Chinchilla Airport är en flygplats i Australien. Den ligger i kommunen Western Downs och delstaten Queensland, omkring 250 kilometer väster om delstatshuvudstaden Brisbane.
Trakten runt Chinchilla Airport är nära nog obefolkad, med mindre än två invånare per kvadratkilometer.. Närmaste större samhälle är Chinchilla, nära Chinchilla Airport. 
Omgivningarna runt Chinchilla Airport är i huvudsak ett öppet busklandskap. Genomsnittlig årsnederbörd är 752 millimeter. Den regnigaste månaden är januari, med i genomsnitt 138 mm nederbörd, och den torraste är augusti, med 11 mm nederbörd.